# Team Bahrain Victorious
Team Bahrain Victorious (codul UCI: TBV) este o echipă de ciclism UCI WorldTeam din Bahrain, înființată în 2017. Sponsorul său principal este guvernul din Bahrain. Echipa folosește biciclete Merida, transmisii Shimano, roți Vision și echipament Alé.